# ガンジス川
ガンジス川（ガンジスがわ、ヒンディー語: गंगा、ベンガル語:গঙ্গা নদী）は、ヒマラヤ山脈の南側、インド亜大陸の北東部を流れる大河である。長さは約2525km、流域面積は約173万km2（ただしブラフマプトラ川水系を除くと約84万km2）。

## 名称
ヒンディー語やサンスクリットではガンガー（गंगा、Gaṅgā）と呼び、これはヒンドゥー教の川の女神の名でもある。また漢語ではこれを音写し恒河（ごうが、中国語音は Hénghé）と呼ぶ。英語では the Ganges と呼び、これは和名の由来でもある。それだけで完結する固有名であり、本来は Ganges River のような言い方はしない。

## 流域の歴史

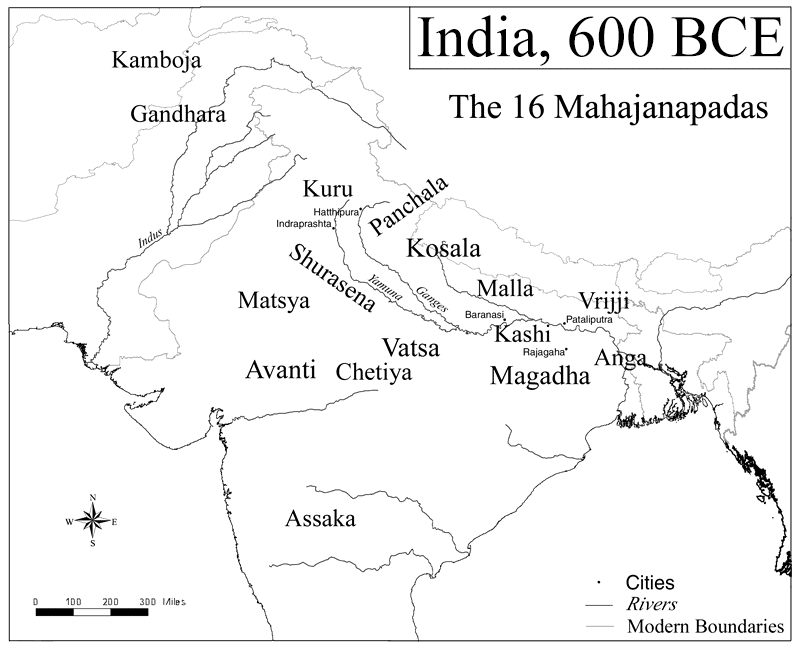
紀元前600年頃の十六大国

インダス文明末期の紀元前1900年から紀元前1300年ごろに、インダス川流域からの植民者がガンジス川とヤムナー川の河間地方（ドアーブ）へとすみついた。やがてインダス文明が崩壊すると、インドの文明の中心はインダス川流域からガンジス川流域へと移動した。紀元前1000年ごろに先住のドラヴィダ人にかわってアーリア人がガンジス川流域に住み着いた。
やがてガンジス流域を中心に十六大国と呼ばれる諸国が成立し、互いに覇権を競うようになった。このころの時代をヴェーダ時代と呼ぶが、最も古いヴェーダであるリグ・ヴェーダにおいて神聖な川とされているのはシンドゥ七大河のインダス川とサラスヴァティー川であり、ガンジス川は含まれていなかった。しかしそれに続く後期ヴェーダ時代に編まれた『サーマ・ヴェーダ』・『ヤジュル・ヴェーダ』・『アタルヴァ・ヴェーダ』の3つのヴェーダにおいては、ガンジス川は神聖な地位を獲得することとなった。十六大国は抗争を繰り返すが、やがてその中から現在のビハール州を本拠とし、ラージャグリハを首都としたマガダ国と、現在のウッタル・プラデーシュ州北東部を本拠としたコーサラ国が強大化していった。
このころ、当時支配的だったバラモン教に対する批判として、ブッダによって仏教が起こされ、またジャイナ教もこの地域で起こった。やがてパータリプトラに首都を移したマガダ国がコーサラ国を破ってガンジス流域を統一した。
マガダ国ではいくつもの王朝交代があったが、紀元前317年頃に成立したマウリヤ朝はアショーカ王の時代にインドをほぼ統一し、初の統一王朝となった。この後は王朝分立が続いた後、330年ごろにパータリプトラにてグプタ朝が成立し、再びガンジス流域を統一した。
その後、ガンジス流域を統一したのはデリーに本拠を置いたデリー・スルターン朝及びムガル帝国である。ムガル帝国の衰退後はアワド太守やベンガル太守が自立し各地を治めたものの、やがて河口部のコルカタに本拠を置いたイギリス東インド会社が1765年に下流域であるベンガルの支配権を獲得して以後領域を拡大し、インド大反乱で支配権を取り上げられて以後は全域がイギリス領インド帝国領となった。
その後、1947年のインド・パキスタン分離独立を経て、東パキスタンとなっていた下流域がバングラデシュ独立戦争の結果1971年にバングラデシュとして独立し、現在の政治領域が確定した。

## 流域の地理

### 上流域

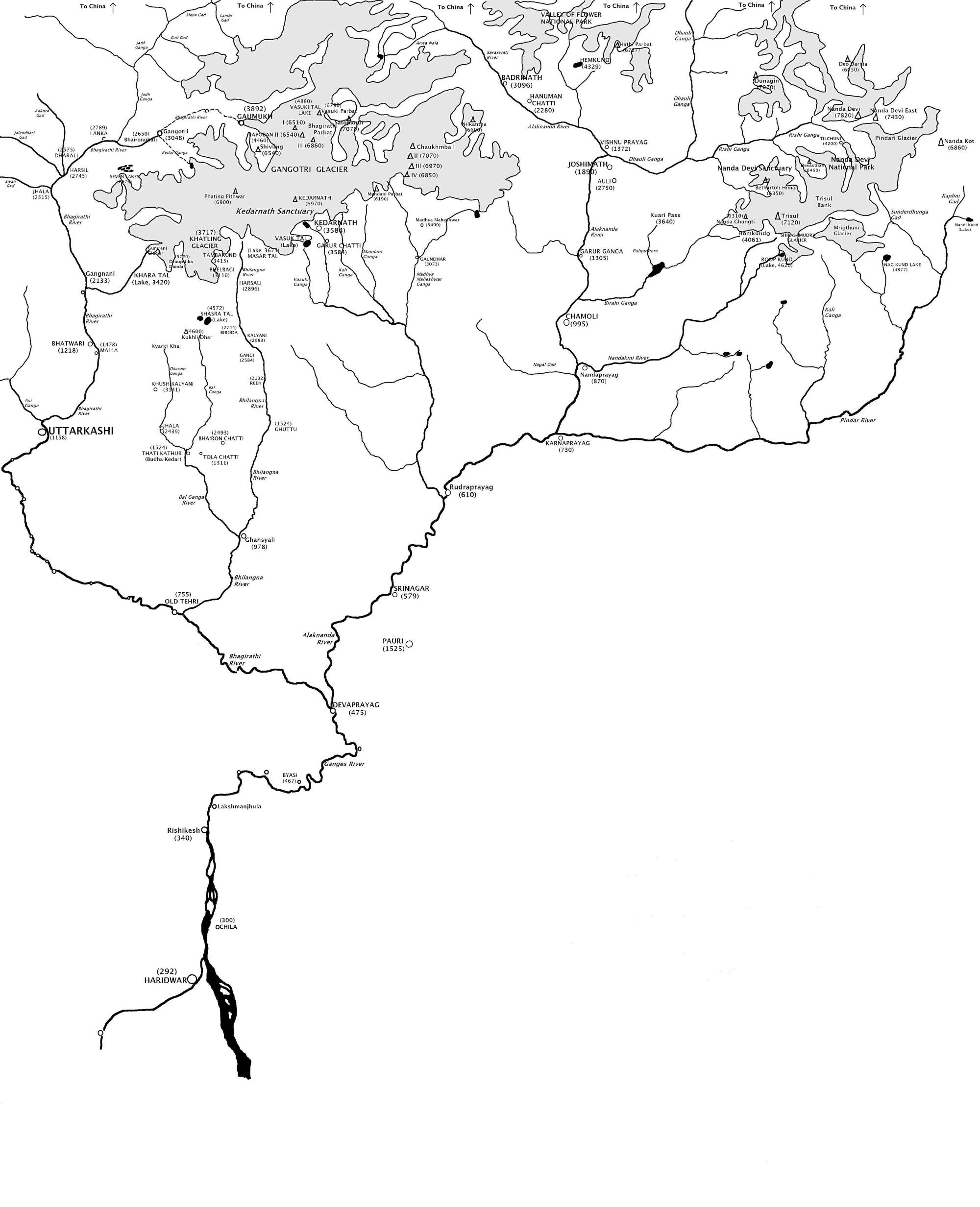
ヒマラヤ山脈のふもと、ガンジス源流域であるウッタラーカンド州Garhwal地方のガンジス支流図。山、湖、町には標高が記されている。

ガンジス川本流の最上流部はバギーラティー川と呼ばれており、ヒマラヤ山脈の南麓ガンゴートリー氷河を水源とする。水源では氷河の下から雪解け水が音を立てて流れ出しており、ゴームク（牛の口）と呼ばれている。ゴームクの標高は3,892mである。上流部ではバギーラティー（भागीरथी）の名がある。デーヴァプラヤーグ付近で支流の1であるアラクナンダー川と合流する。そこから下流側がガンガー（गंगा）と呼ばれている。なお、ここまでの流路はガンジス川の本流とされているバギーラティー川よりも、支流のアラクナンダー川の方が長いものの、ヒンドゥー教文化や神話においては、バギーラティー川こそが真のガンジスの源流であると見なされている。
ガンガーはこの後狭いヒマラヤの峡谷を約250km南下し、リシケーシュで断崖から河谷へと出る。さらにその約25km南にあるハリドワールで大平原へと出る。ここまでがガンジス川の上流部である。なお、ハリドワールにはガンジス運河の頭首工があり、運河に豊富な水を供給している。

### 中流域

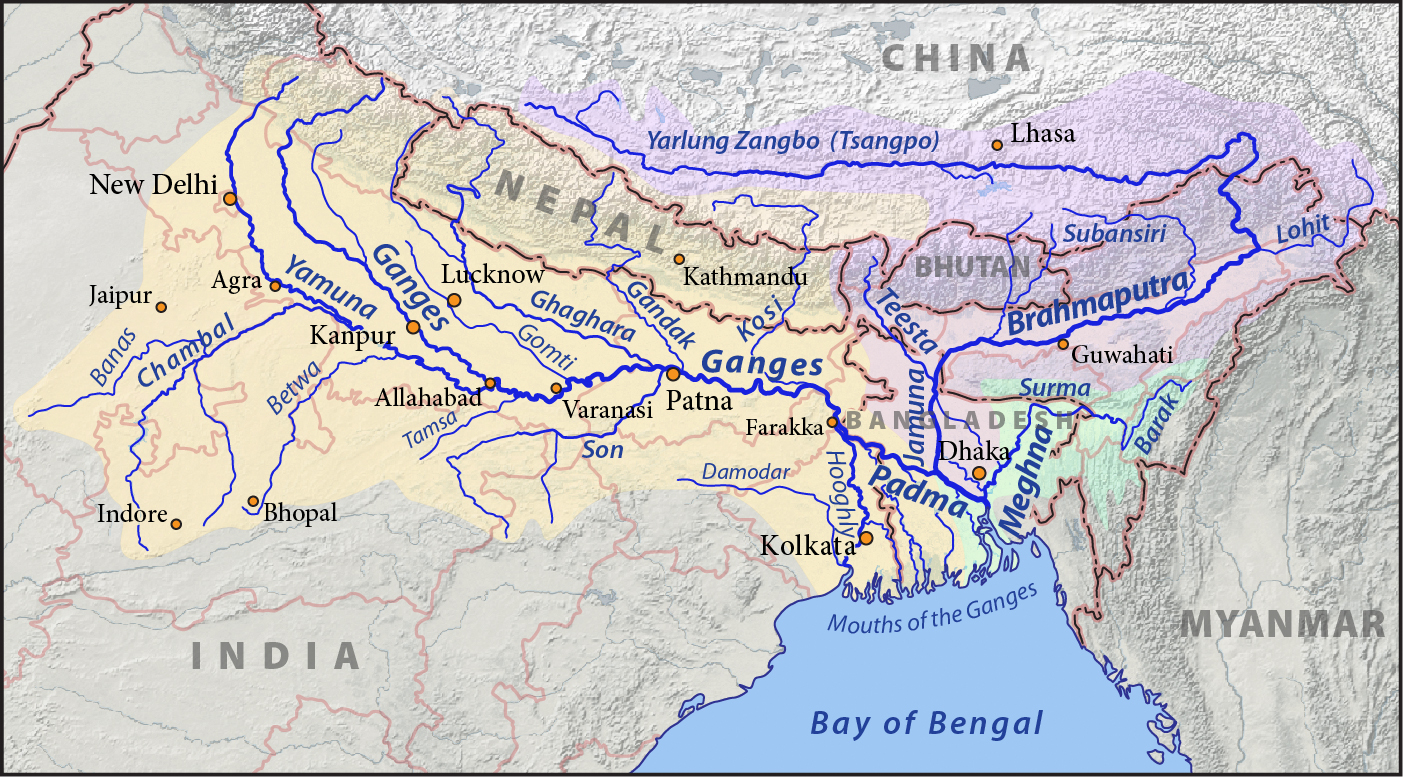
茶色がガンジス川の流域、紫色がブラフマプトラ川の流域、緑色がメグナ川の流域。

ここからは河口部まで急流もなく、北インドの平原地帯（ガンジス平野の名がある。ヒンドゥスターン平野の一部）を流れる。ヤムナー川とガンジス川の間の河間平野はドアーブ（2つの川）地方と呼ばれる穀倉地帯となっている。
ハリドワールからはガンジス運河が開削され、カーンプルで再びガンジス川に合流するまでドアーブ地方を貫流し、この地方に灌漑用水をもたらしている。アラーハーバードで最大の支流ヤムナー川と合流する。ヤムナー川はガンジス川よりも流量が大きく、合流点の流量2950 (m3/s) のうち58.5％はヤムナー川からの水が占めている。イラーハーバードでガンジス川は東へと向きを変え、北のヒマラヤ山脈や南のヴィンディヤ山脈からさらに多くの河川を集める。特に北のヒマラヤから流れ込むうちでも、ネパール西部から流れ込むガーグラー川（カルナリ川）、ネパール中部からのカリ・ガンダキ川（गंडक नदी）、そしてネパール東部からのコシ川は特に大きな支流であり、ガンジス本流の流量の70％はこの3支流からの水であるとされる。
ガーグラー川はガンジス本流に注ぎ込む中では最大の支流であり、流量は2,990 (m3/s)にのぼる。さらに南から流れ込むソーン川から1,000 (m3/s)、カリ・ガンダキ川から1,654 (m3/s)、コシ川から2,166 (m3/s)が流れ込む。コシ川はガーグラー川とヤムナー川に次いで3番目に大きな支流である。このほかにも中流域には網の目のように支流が走っており、さらにその支流から運河が各地に建設されて灌漑に利用されているが、流路が安定しているために周囲の交通網の整備が容易であり、また流量の季節変動が大きく渇水期には大きく流量が減少する上に、周囲での灌漑の進展によってさらに流量が減少したことや開発によって河道にシルトが堆積したことなどから交通路としての利用は鉄道や道路の整備によって少なくなった。パトナを過ぎ、ビハール州北東部にてデカン高原の北東端にあたり、そこからは南東へと流れを変える。ここまでの約2200kmがガンジス川の中流域であり、これより下流の約600kmは下流域とされる。

### 下流域

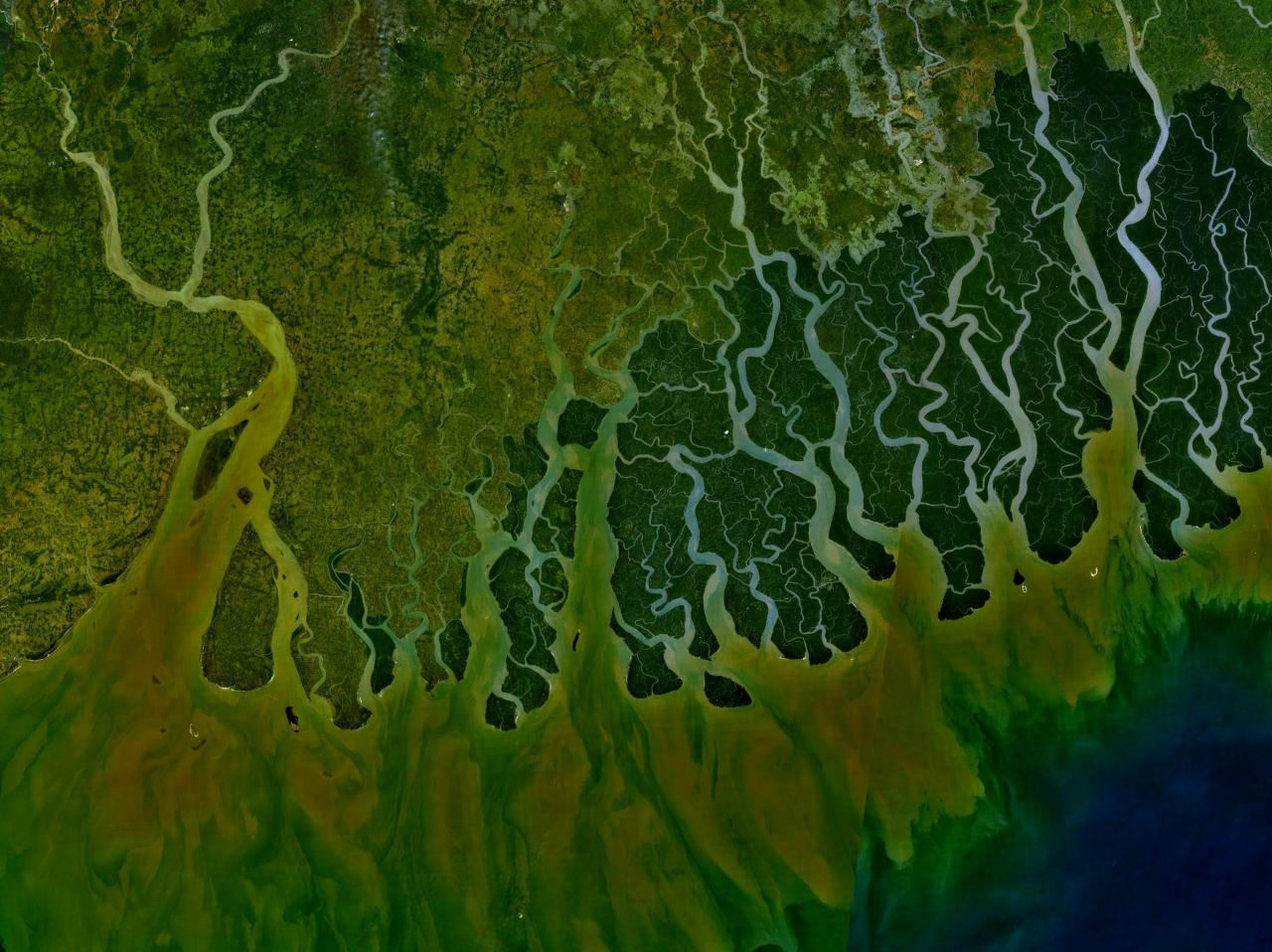
ガンジス川デルタは、世界最大の総面積100万haのマングローブ大森林地帯である。

下流域ではチベット高原からアッサム州を流れてきたブラフマプトラ川と合流し、さらにその下流でバングラデシュ北東部を流れるメグナ川と合流する。また多くの分流を作り、バングラデシュへ入り、ベンガル湾へ流れ込む。下流部ではブラフマプトラ川、メグナ川および分流により広大な三角州地帯を形成する。
分流のうち代表的なものには、コルカタ付近を流れるフーグリー川、バングラデシュに流れるポッダ川がある。流量が最も多いのはポッダ川であり、現在ではこの川が本流となっている。フーグリー川はガンジスからの水のほか、西のジャールカンド州から流れてきた最大支流ダーモーダル川をもあわせ、サーガル島付近でベンガル湾へと注ぎこむ。16世紀まではフーグリー川がガンジスの本流であった。ガンジス川デルタは、ほとんどが標高数mしかない低地であり、自然堤防をなす河川間の小高い土地でも標高50mは越えない。ガンジス川の本流・支流がデルタに運んでくる土砂は毎年25億トンにものぼる。下流域においては勾配が少ないことと3大河川が合流することによる流量の巨大さ、さらに主にブラフマプトラ川によるチベット高原からの膨大な量の土砂の堆積によって流路が安定せず、そのため鉄道や道路の整備が困難であるため、この地域ではガンジス本支流の水運が重要な役割を果たしている。バングラデシュ国内だけで河川水路は3100kmにのぼり、国内の物資、人員の移動の4分の3を占めるまでになっている。また、流量の変動が著しいことと勾配がほとんどないこと、流路の不安定さから特に下流域においては洪水が多発し、バングラデシュの問題の1つとなっている。
しかし、ガンジス川の最下流部では少し様相が変わって、流路は比較的安定している。氷河期にはベンガル湾の水位は現在より135m以上低かったとされており、この関係で、当時はその低くなっていた海面に各支流が注ぎ込んでいたため、現在の海岸部近くでは、河道は深くなっている。このような理由で、河道が現在の海水面よりも深く刻み込まれているため、デルタの上流部に比べれば河道変更は起こりにくい。ただし、今度はガンジス川下流デルタは低平であるため海から満潮時には潮汐が起こることがあり、ガンジス・ブラフマプトラ川合流点から上流30kmあたりの地点までは潮汐が観測できる。特に海岸部近くでは潮汐の影響を強く受け、乾季には塩害が起こることも多い。また、サイクロン時には高潮の被害もしばしば受ける。なお、ベンガル湾に近いデルタ地帯は世界遺産に登録されているシュンドルボン（ベンガル語で「美しい森」の意。）として知られる世界最大級のマングローブ林で、ベンガルトラの生息地の1つである。

### 下流の河道変遷
ガンジスデルタの多くの大規模な河川は合流や分岐を繰り返し、複雑な水路のネットワークを形成している。二大河川であるガンジスとブラマプトラを中心に両河川の合流点以前にも以後にも大きな支流が分流し、また合流する。現在の水路網は、長い時間の中で常に変動していた。重要なものだけでも以下に示すような変動が起こっている。
12世紀後半まではガンジス川の本流はフーグリー川であり、ポッダ川は小さく細い支流にすぎなかった。ただしフーグリー川の流路も現代のフーグリー川ではなく、 アディ・ガンガー川を通って海に注いでいた。
12世紀から16世紀の間には、フーグリー川とポッダ川にはほぼ均等に水が流れ込んでいた。16世紀以降、ポッダ川がフーグリー川に代わってガンジス川の本流となった。これはフーグリー川がシルトの堆積によって河道が高くなり、その結果本流が南東へと移ったためと考えられている。18世紀末には完全に、ポッダ川がガンジス川の本流となっていた。 この結果、ガンジスの本流とブラフマプトラ川およびメグナ川が合流するようになり、おおまかに現在の流路が成立した。それまではガンジス本流とブラフマプトラ川、そしてメグナ川は、それぞれ単独でベンガル湾へと注いでいた。ガンジス川とメグナ川の合流点は、約150年前に成立した。
また、18世紀の終わりごろ、ブラフマプトラ川下流のコースが劇的に変わり、ガンジス川も大きく変わった。1787年に北からポッダ川に注ぐ支流だったティースタ川に大洪水が起こった。これによってティースタ川は東のブラフマプトラ川本流へと注ぎこむことになり、その結果ブラマプトラ本流は逆に西へと大きく遷り、ポッダ川へと合流するようになった。
この新しい本流はジャムナ川と呼ばれ、現在でもブラマプトラの本流となっている。この洪水以前のブラフマプトラの本流はマイメンシン市を通過しメグナ川と合流するもので、現在の本流より100kmほど東を走っているものだった。現在、この流路は旧ブラフマプトラ川（Old Brahmaputra）と呼ばれており、いまだ大支流の一つとなっている。Langalbandhにある旧ブラフマプトラ川とメグナ川の合流点はいまだにヒンズー教徒の聖地となっている。合流点の近くにある、Wari-Bateshwar遺跡は、この地方の歴史初期の重要な遺跡である。

### 支流
下流より記載
- メグナ川
- ブラフマプトラ川（上流部はヤルンツァンポ川）
  - ラサ川
- フーグリー川（分流）
  - ダーモーダル川
- コシ川（英語版）
  - バグマティ川
- ガーグラー川
- ヤムナー川
  - チャンバル川

## ガンジス川の生物
上中流域の本流および周辺のガンジス平野にはシッソノキ、ムユウジュ、ユーカリ、ベンガルボダイジュ、アナナシタケ、チーク、インドセンダン、ホテイアオイ属などの植物が生えており、インドガビアルなどのワニ、ホッグジカ、インドアジサシ、ソウゲンワシ、シロエリハサミアジサシ、ゴールデンマハシール、コシアカセッカ、バラシンガジカ、ハイイロガン、インドガン、ガンジスカワイルカ、カメ、カワウソなどが生息している。河口付近のマングローブにはベンガルトラ、バタグールガメ、カワゴンドウ、スナドリネコ、キガシラウミワシ、アジアヒレアシ、ガンジスメジロザメ、カブトガニ類、カワセミ類などが生息している。ラムサール条約登録地として、中流域のガンジス平野北部にあるハスティナプール野生生物保護区一帯のハイダープール湿地と「ガンジス川上流域」、そして生物多様性が高い河口部の三角州地帯にあるスンダルバンス国立公園とシュンドルボンがある。

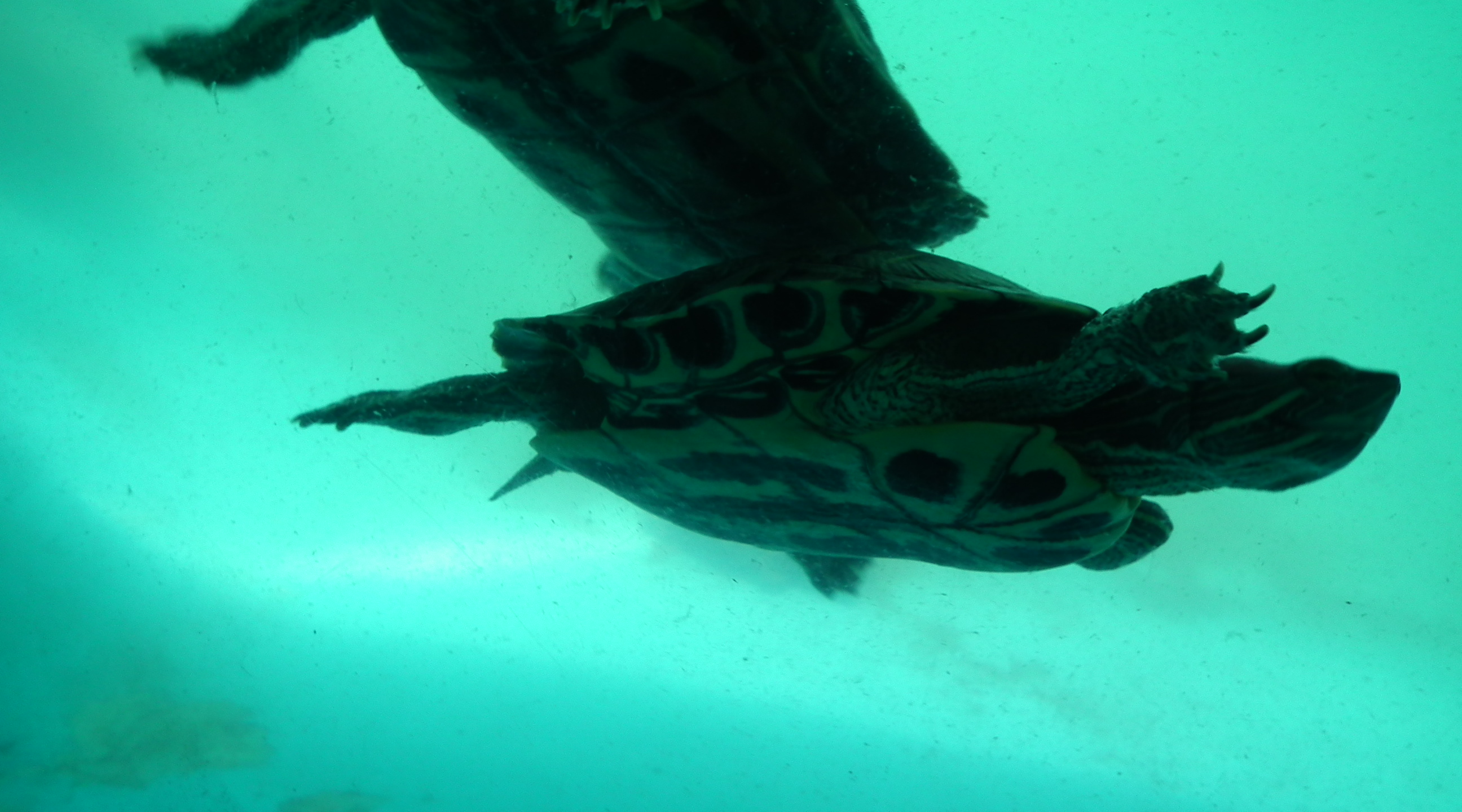
ガンジススッポン
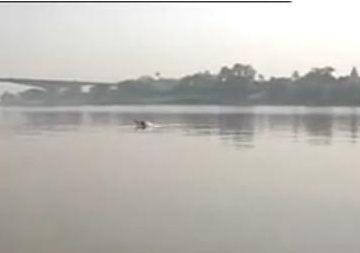
ガンジスカワイルカ
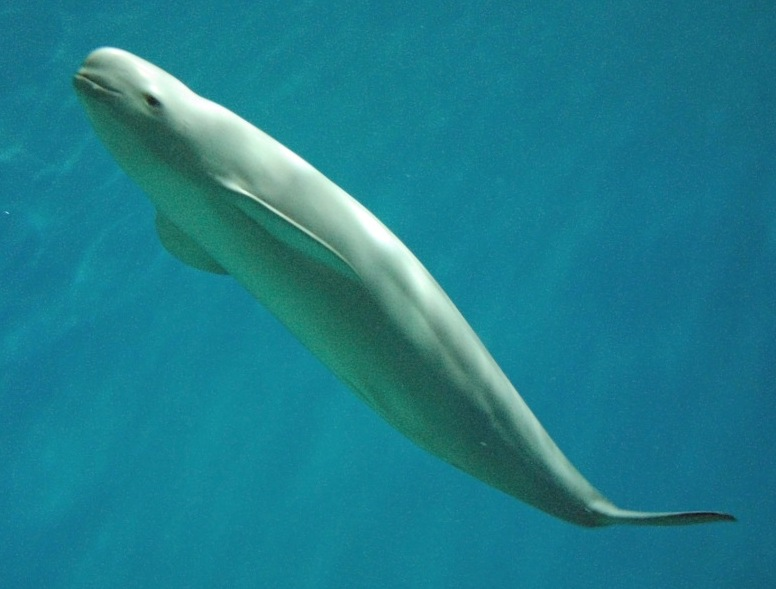
スナメリ
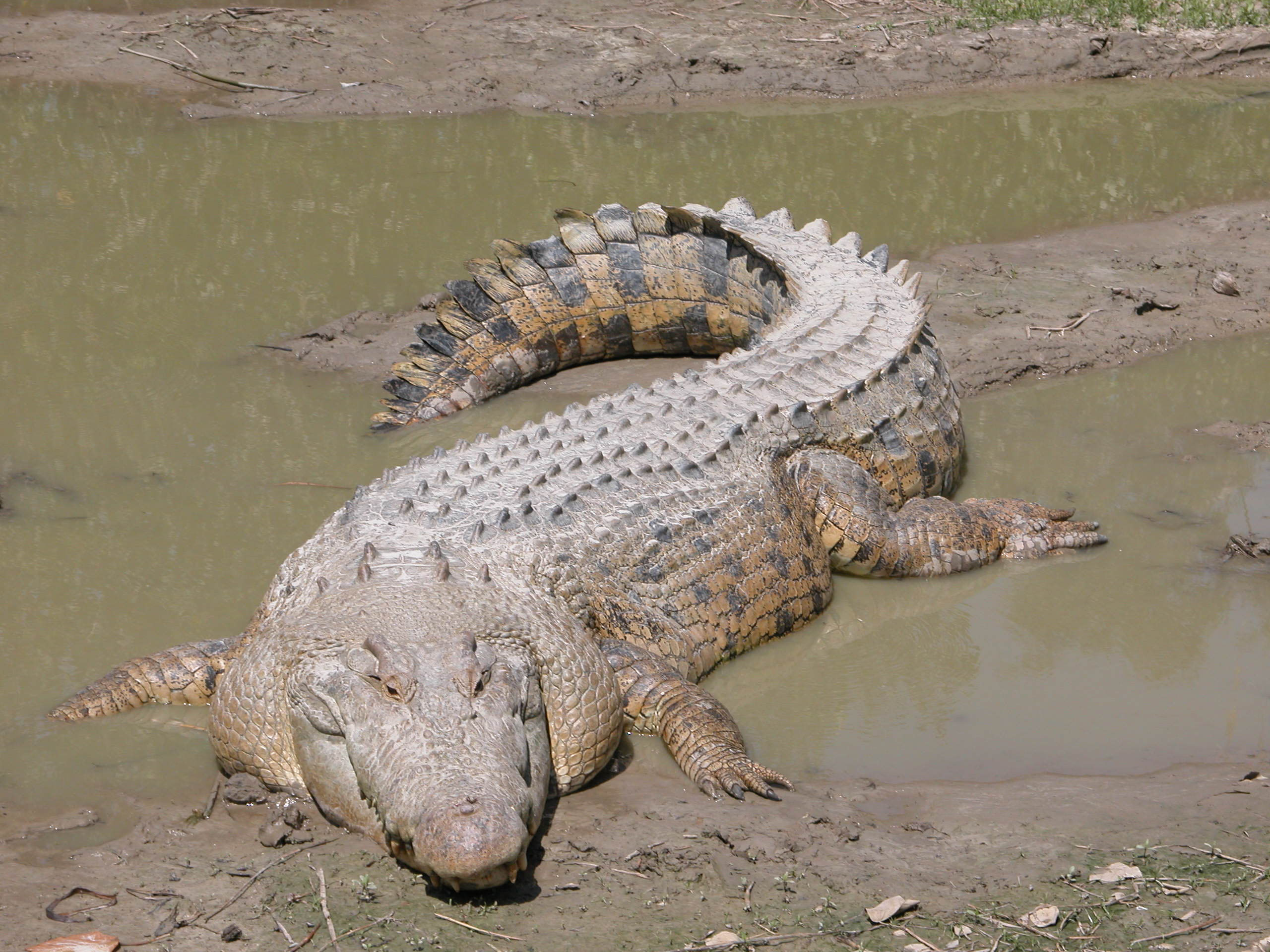
イリエワニ
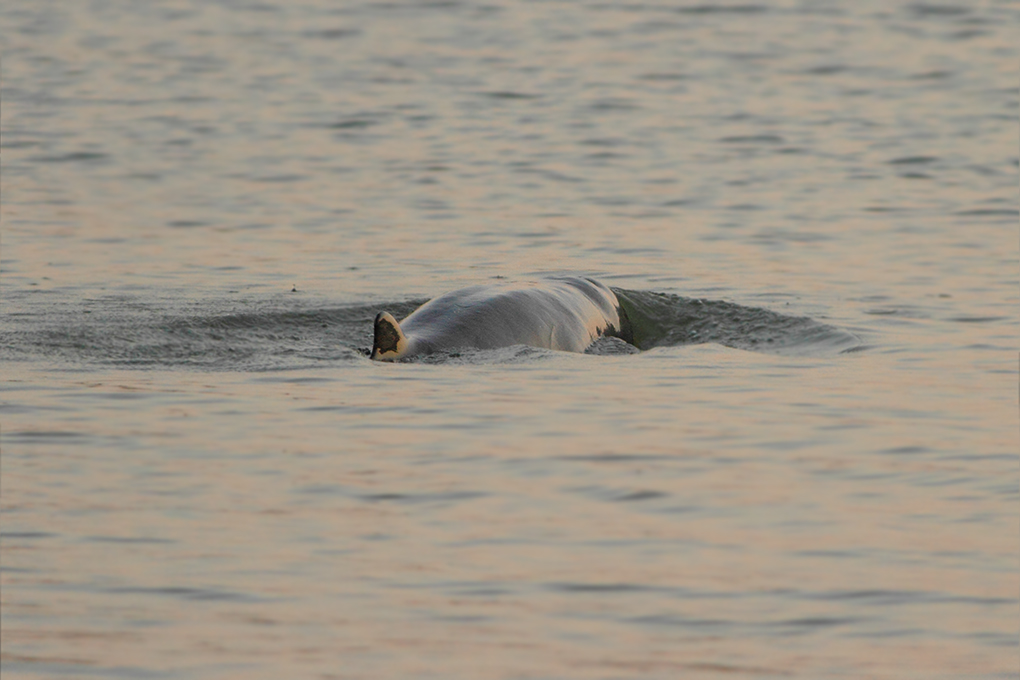
カワゴンドウ
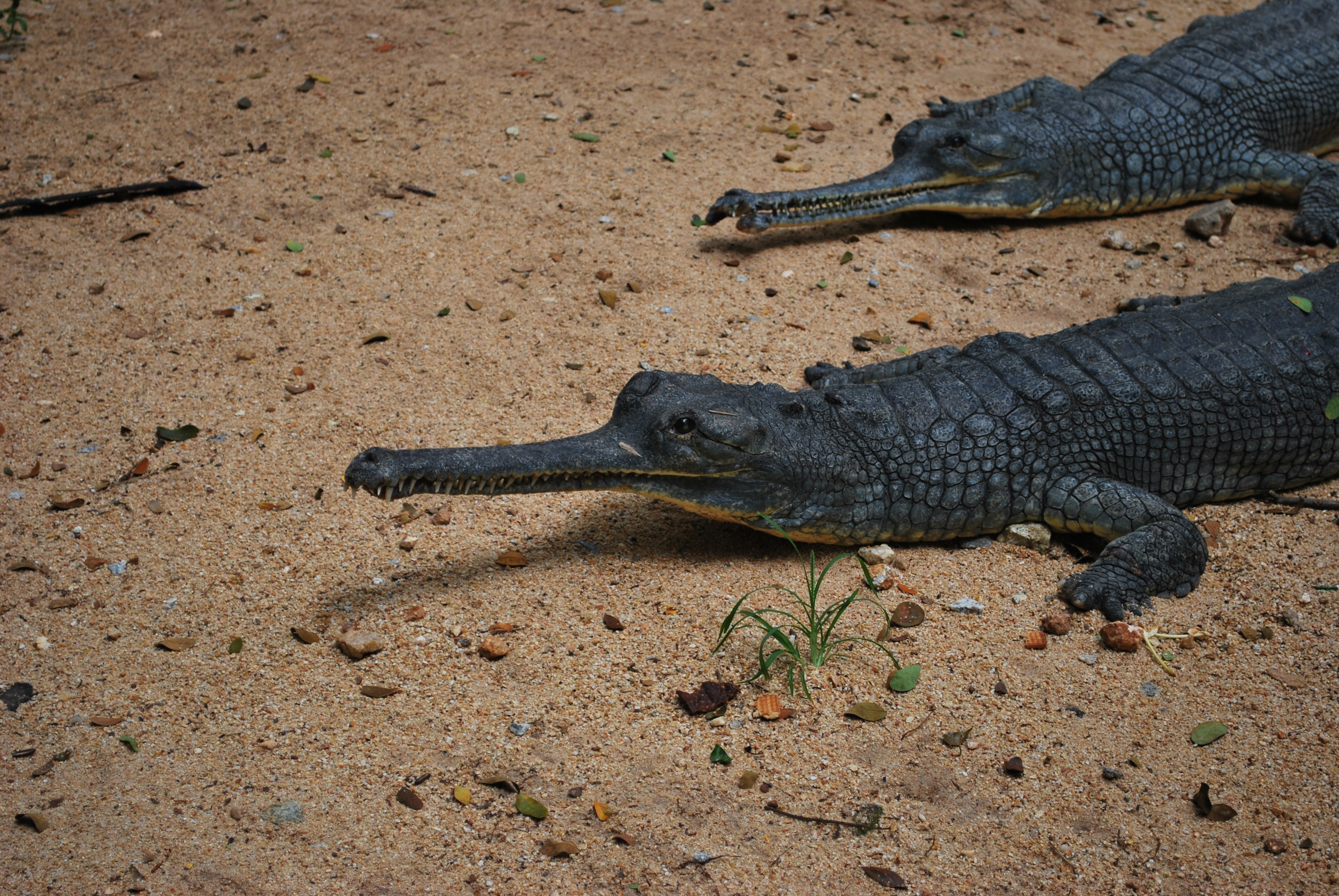
インドガビアル
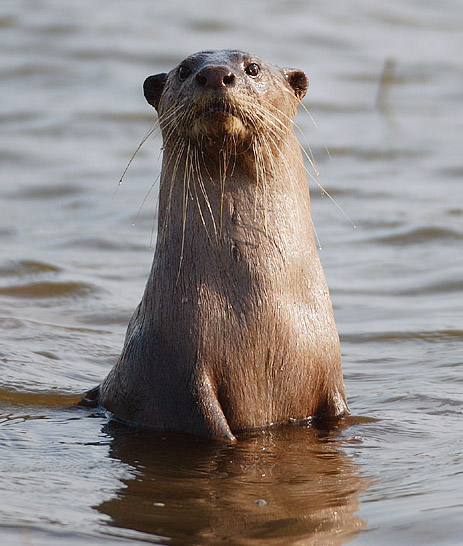
ビロードカワウソ

## 水文

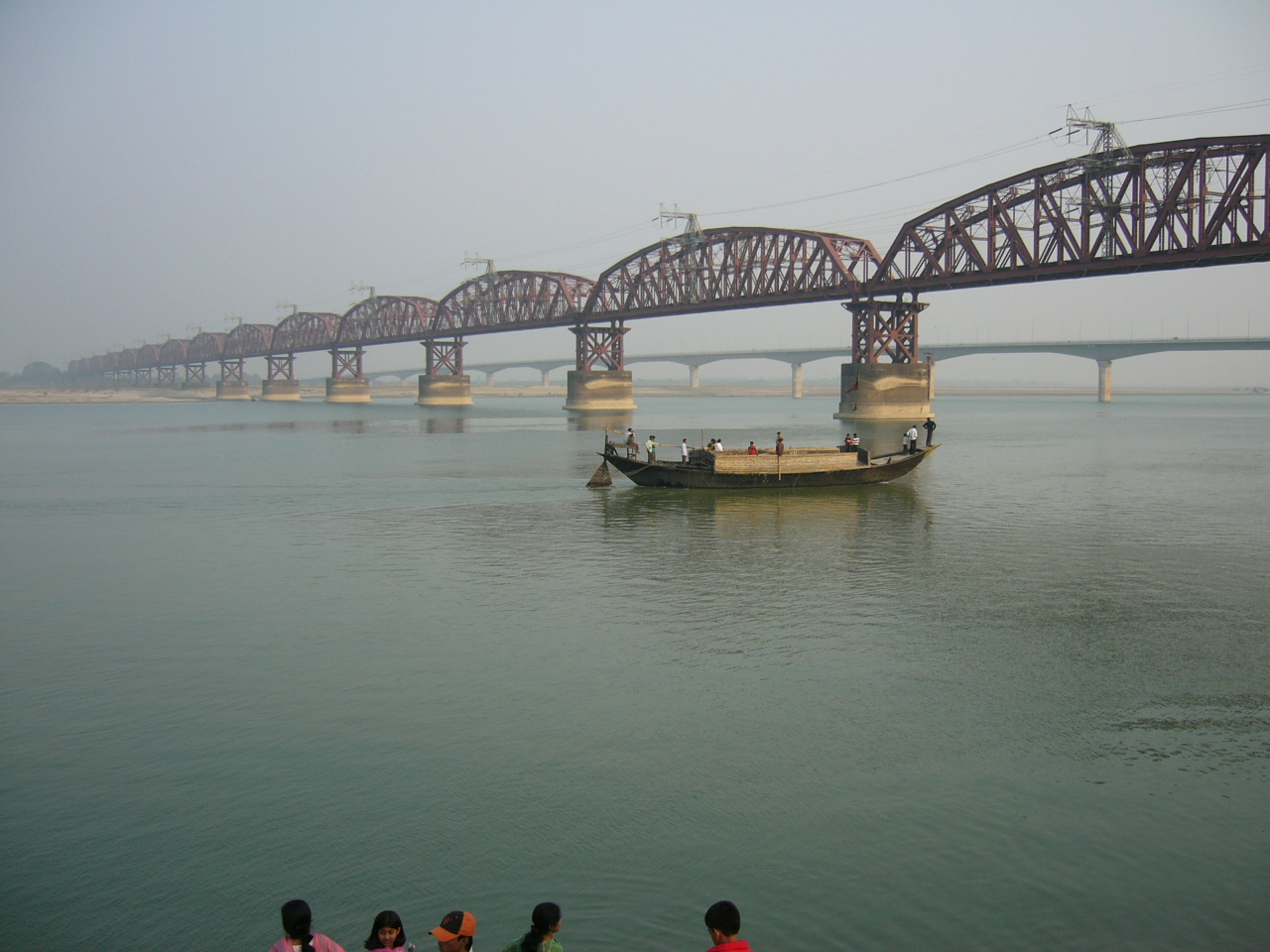
ハーディング橋。ポッダ川に架かる橋で、流量の測定所のうちで最も下流に位置する。

ブラフマプトラ川やメグナ川流域をも含めたガンジス川水系の流域面積は1730000km2にのぼる。内訳はインドが約60%、中国が20%、ネパールが9%、バングラデシュが7.4%となっている。
このうち中国の分はすべてブラフマプトラ川水系の面積である。インド全体の表面流水のうち、ガンジス水系が29.2%（内訳はヒンドスタン平原およびヒマラヤ22.4%、右岸支流群4.6%、ダーモーダル水系2.4%）、ブラマプトラ水系が31.2%を占め、インドの河川流水の60%以上をガンジス水系が占めている。
ガンジス川の史上最大流量は、バングラデシュのハーディング橋で記録されたもので、70,000m3/sを超えていた。同じ場所で記録された最小流量は、1997年に記録された約180m3/sであった.。
ガンジス川流域における水循環は、南西モンスーンによって支配される。モンスーンは6月から9月に発生し、総降水量の約84％を占める。したがって、ガンジス川の流量は非常に季節変動が激しくなる。ハーディング橋で測定される乾季と雨季の平均流量差は1：6となる。この激しい季節変動は、特に下流域における土地や水資源開発の問題の根底にある。バングラデシュでは、乾季には頻繁に干ばつに見舞われ、雨季には定期的な洪水に見舞われる。
ファラッカ（ウェストベンガル州）におけるガンジス川の流量(m³/s)
（1949年から1973年の平均データ）

## 経済
ガンジス川中下流の広大なヒンドスタン平原はガンジス川のシルトからなる平原であり、非常に肥沃である。このため、集約的な農業が行われ、米や小麦、トウモロコシ、サトウキビ、綿花などの栽培がさかんである。肥沃な土地で水も豊富であり農業生産高も高いため、ガンジス川流域は世界でもっとも人口密度の高い地域のひとつであり、流域人口は4億人を超え、1km2当たりの人口は390人に上る。コムギはやや乾燥したウッタル・プラデーシュ州西部などの流域西部で、コメは湿潤なウッタル・プラデーシュ州東部やビハール州、西ベンガル州、バングラデシュといった流域東部で栽培されることが多い。
ガンジス下流域はさらに肥沃であり、世界有数の米生産地となっている。20世紀後半には緑の革命によって改良種の普及や井戸の掘削が行われ、乾季に生産されるボロ稲の農業生産が大幅に拡大し、さらに二期作や三期作が可能となって、この地方の食糧生産はさらに増大した。しかし、上述のように流路が不安定で流量が巨大すぎるために洪水の被害が激しく、しばしば食糧生産に甚大な被害をもたらす。
いっぽうで、適度な洪水は土地に肥沃なシルトを運んできてくれるため、「ボルシャ（ベンガル語で「বর্ষা」、英語転記では「borsha」 ）」と呼ばれて、豊作をもたらす恵みの存在と考えられている。また、川に栄養分が豊富なため漁業も非常に盛んであり、バングラデシュやインドの貴重なタンパク源となっている。
上流域においては、豊富な水と急流を利用した水力発電が盛んに行われている。支流の多く発するネパール・ブータン両国において盛んで、特にブータンでは主要な輸出品となっている。2006年にはリシケーシュの上流に2400メガワットの発電量を得る目的などでテーリ・ダムが完成し、首都デリーの主要な水源となっている。
ドアーブ地方に灌漑をおこなうため、この地方を支配したイギリスは1854年にハルドワールから1300kmの用水路を掘り、ガンジス運河（上ガンジス運河）を建設した。これによってドアーブ地方は穀倉地帯となり、さらにインド独立後、インド政府は2100km用水路を延伸しこれを下ガンジス運河と名付けた。下ガンジス運河はカーンプルにてガンジス川に再び合流する。
インド政府はカルカッタへと流れるフーグリー川に多量の水を流しこむことでカルカッタ港のシルトを押し流す計画を立て、1971年、ガンジス川本流のファラッカにファラッカ・ダムを建設した。
しかし、これはバングラデシュとの国境からわずか18km上流にすぎなかったため、乾季の貴重な水量の大部分が奪われ農耕に悪影響が現れるとしてバングラデシュ政府が猛反発し、水利権の紛争が勃発した。この状況を改善するため、1997年にはファラッカ協定が結ばれて以後30年間の水配分が決定された。
古代にはデリー周辺にまで舟運があったとされ、イギリス支配初期の1830年代からはカルカッタからイラーハーバードまでの河川蒸気船が就航し、イギリス支配下の各地との連絡手段となっていた。しかしその後水量減少やシルト堆積によって舟運は下流のベンガル地方に限られることとなった。

## 信仰

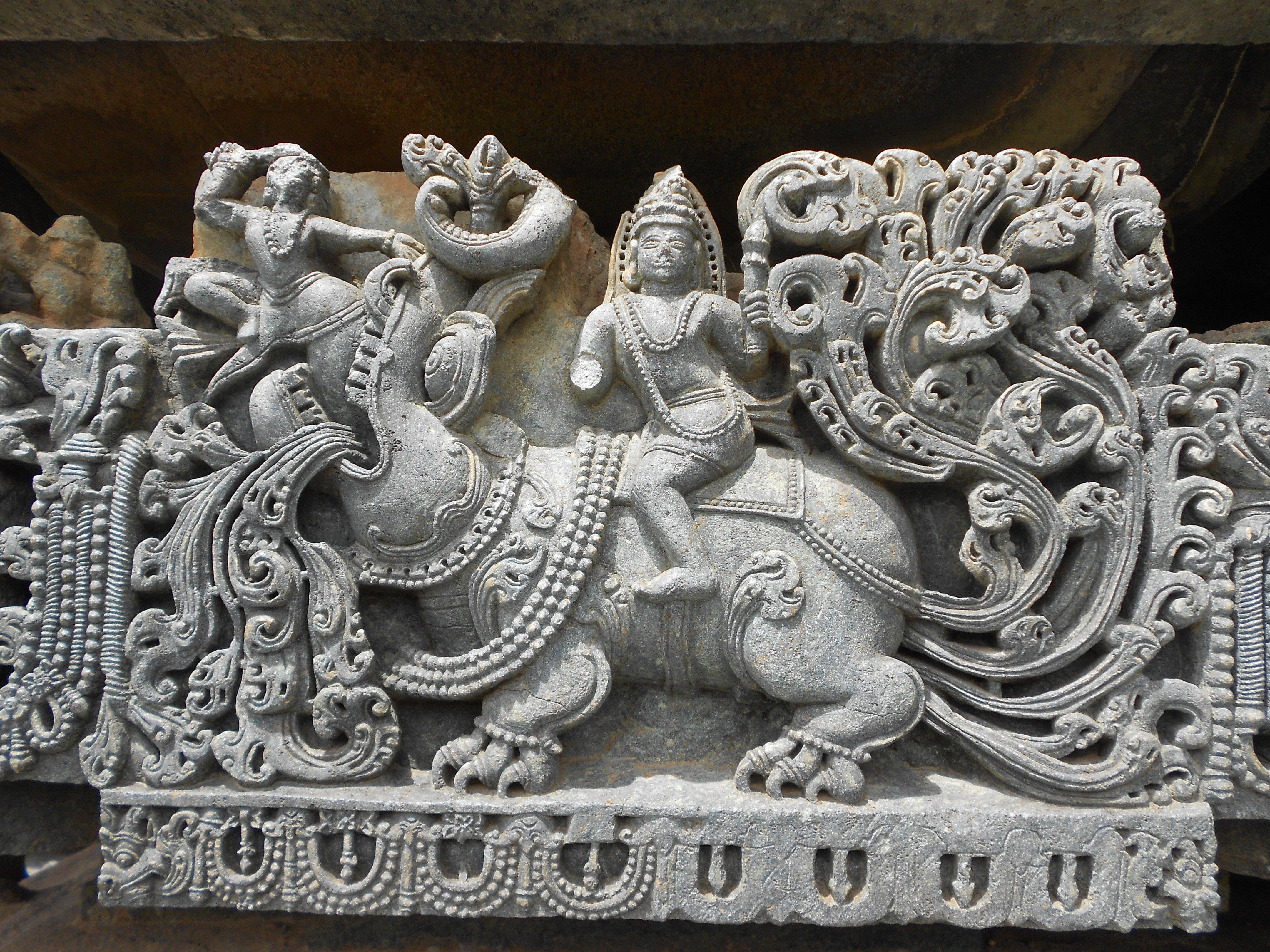
マカラに乗る女神ガンガー

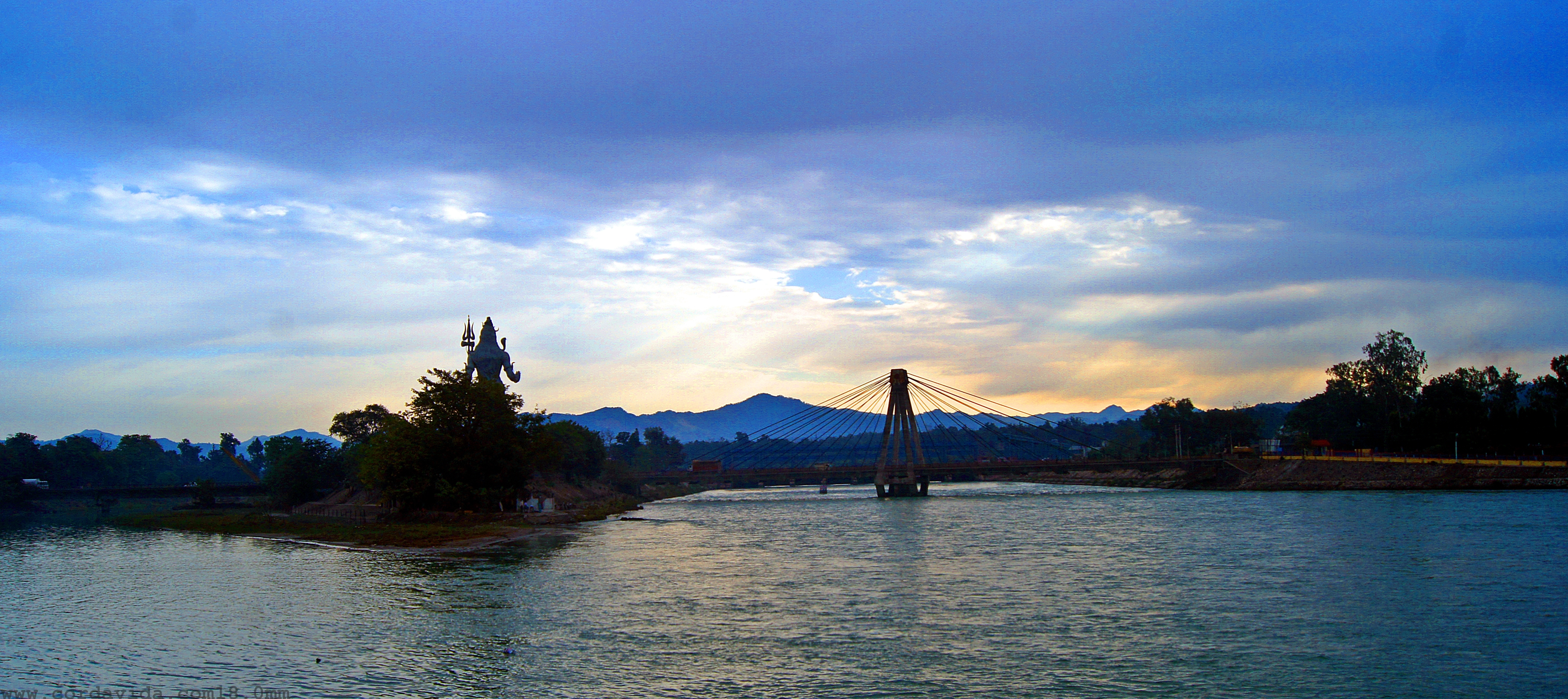
聖地ハリドワールのガンジス川のほとりに立つ巨大なシヴァ像

ヒンドゥー教においては、ガンジス川はガンガーと呼ばれる女神として神格化されている。インド神話によれば、ガンジス川はかつて天上を流れていたとされる。しかし、サガラ王の6万の王子を昇天させるためにバギーラタが苦行を積み、これを聞き入れたブラフマー神によってガンジス川は地上を流れることとなった。しかし、そのままではガンジス川の落下の衝撃に地上世界が耐えられないため、バギーラタはさらに苦行を積み、その結果シヴァ神が川を自らの額で受け止め、髪を伝って地上へと流れ下るようにしたとされる。

川沿いにはヒンドゥー教最大の聖地ヴァーラーナシー（ベナレス）をはじめ、源流とされるガンゴートリーに、ヤムノートリー（ヤムナー川の源流）、ケダルナート、バドリナートを加えた源流域の4つの聖地（チャールダーム）、ガンジス川が断崖から河谷へと出るリシケーシュ、ガンジス川が平原へと出る地に位置するハリドワール、ヤムナー川とガンジス川の合流するイラーハーバードなどの数多くのヒンドゥー教の聖地があり、ガンジス川そのものも聖なる川とみなされる。死者をその川岸で火葬に付し、灰をこの川に流すことは死者に対する最大の敬意とされる。子供、妊婦、事故死、疫病死の場合はそのまま水葬される。

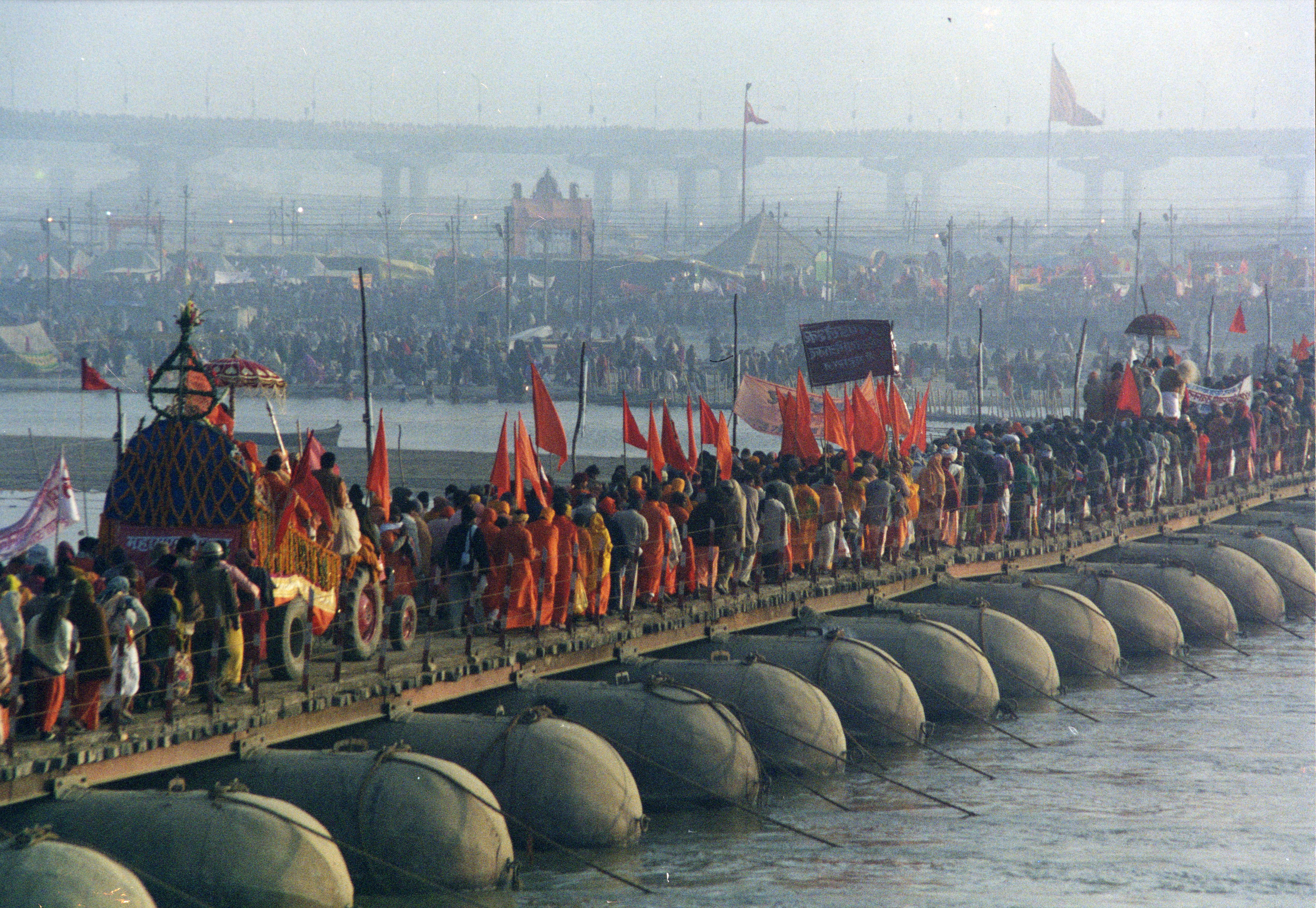
聖地イラーハーバードでのクンブ・メーラ

また信仰によりこの川で沐浴するために巡礼してくる信者も数多い。上記の聖地には沐浴場が設けられ、多くの信者が沐浴を行う。その反面、毎年この川で溺死する人の数も多いと言う。ガンジス川に面する4つの聖地（イラーハーバード、ハリドワール、ナーシク、ウッジャイン）においては3年に1度、各都市の持ち回り（各都市で行われるのは12年に1度となる）でクンブ・メーラと呼ばれる集団沐浴の大祭がおこなわれる。この大祭にはインド各地よりサドゥが集まり、さらに何千万人もの巡礼者が沐浴を行う。2013年にはイラーハーバードでクンブ・メーラが開催された。しかし、信者以外の観光客が沐浴を行うことは避けるべきである。と言うのも、ガンジス川には近隣の下水が流し込まれているため、地元の人間と違って免疫のない人がガンジス川の水に浸かったり飲用したりすれば多種多様な感染症に罹病する危険が大きいためである。
また、この地域はブッダの生まれ、悟りを開いて仏教を創始した地域であり、生誕の地ルンビニや悟りを開いたブッダガヤなど、仏教の四大聖地および八大聖地はすべてガンジス川流域に属する。しかしその後、東アジアや東南アジアに仏教が伝播する一方で、ガンジス流域における仏教信仰は衰退し、ブータンやチベットが仏教国となっているものの、聖地のあるインドではほとんど信者のいない状態となっている。仏典では、サンスクリットのガンガーより恒河（こうが）と記す。1052の単位を示す恒河沙は、ガンジス川の砂という意味であり、ガンジス川の砂のように非常に多いことをさす。この他、パトナ周辺ではブッダと同時期にマハーヴィーラによってジャイナ教が創始された。

## 汚染と保護
ガンジス川の豊富な水は様々な用途に使われているが（「経済」を参照）、両岸には上水道や下水道が未整備の地域が多い。また宗教上の理由からトイレを設けない家庭も多く、河川周辺での屋外排泄を行う人口も多いことなどもあり水質汚染が進んでいる。2007年には世界で最も汚染された5つの河川となり、ワーラーナシー付近での大腸菌レベルはインド政府の定める基準の100倍にまで上った。汚染は人間だけでなく140種の魚類や90種の両生類、絶滅危惧種のガンジスカワイルカなどにも大きな影響を与えている。またこの汚染は、ガンジス流域に住む4億人の健康にも多大な悪影響を及ぼしている。この膨大な人口から排出される下水や化学物質、ゴミがさらに汚染を深刻化させている。川の周辺に住む多くの貧困層が川の水を直接、食事や洗濯、風呂に使用することで健康上の被害はさらに拡大している。
ガンジス川には、抗生物質や抗菌薬を濫用した人間・家畜の排泄物が流れ込むため、それに混じった耐性菌によると見られる病気が近年増えている。
2017年3月20日、ウッタラカンド州の裁判所はガンジス川と支流のヤムナ川を「命ある存在」と認め、インド政府の浄化事業責任者を代理人として提訴などを行える法的権利を持つとの判断を示した。川の汚染をこれ以上悪化させないために川に人格を認めるという判断ではあったが、同年7月7日、インド最高裁判所は下級審の判断を無効とする判決を下している。